# Столярный переулок (Санкт-Петербург)
Столя́рный переулок — переулок в Адмиралтейском районе Санкт-Петербурга. Проходит от Казанской улицы до набережной канала Грибоедова.

## История

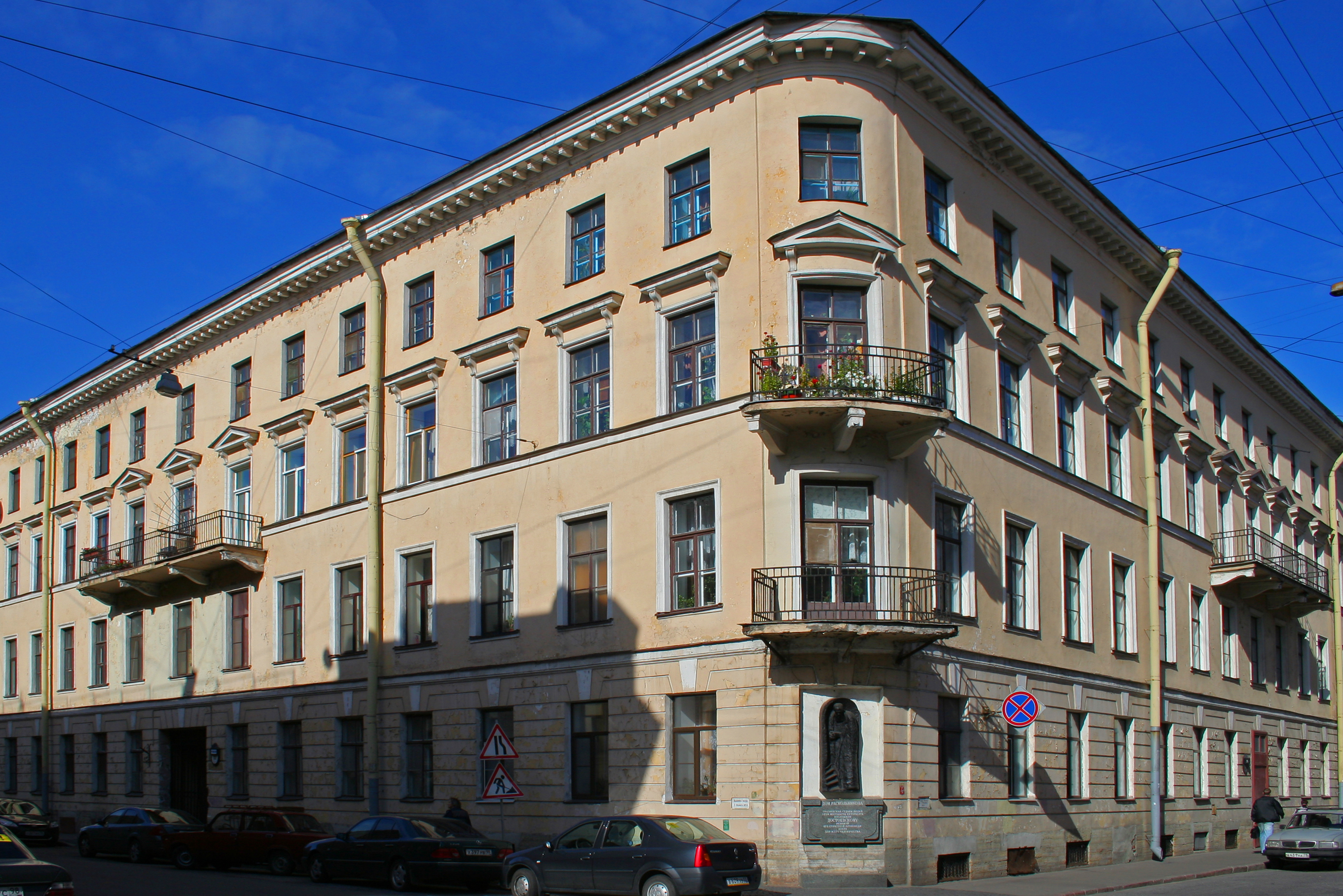
«Дом Раскольникова»

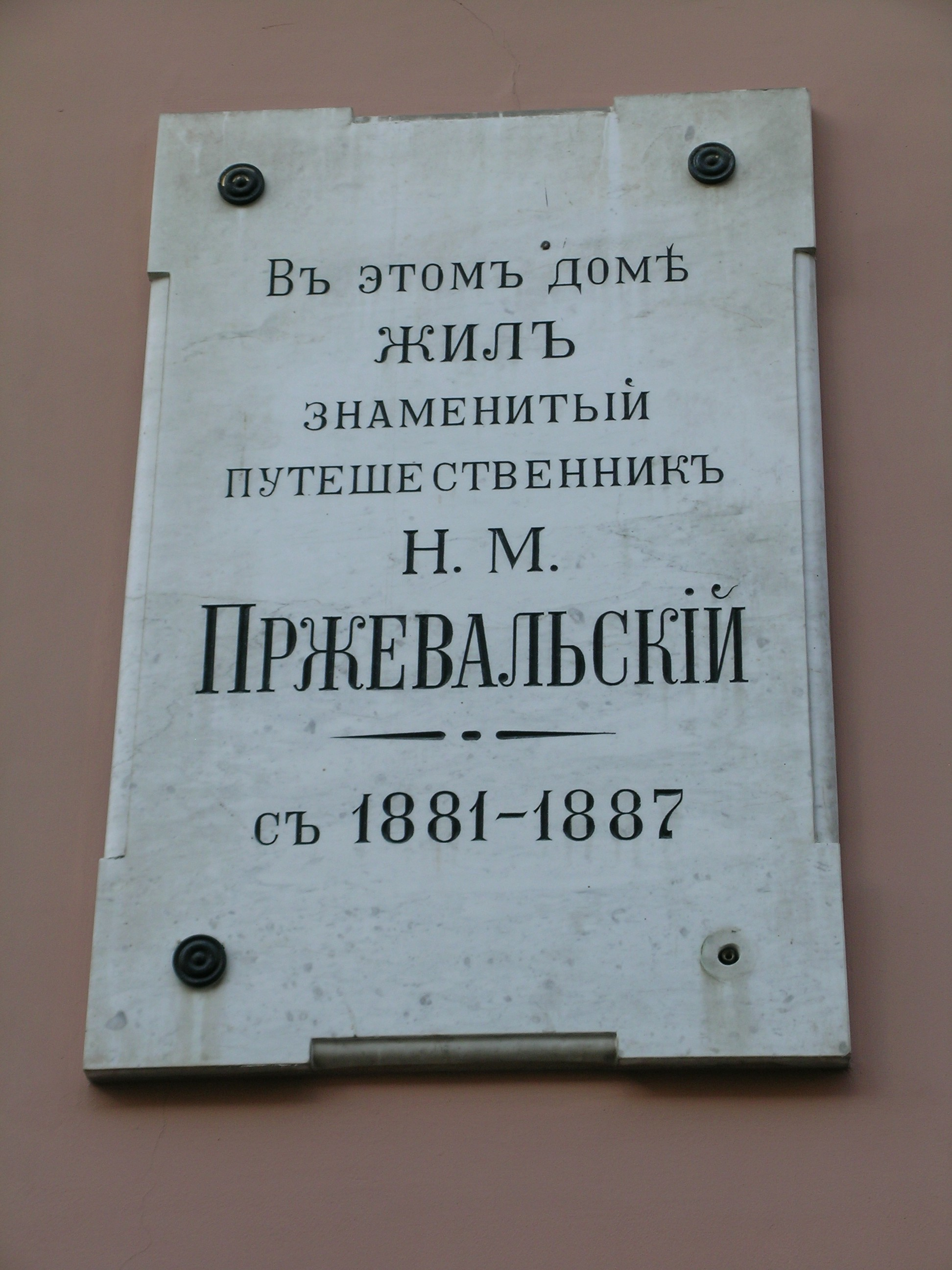
В этом доме жил знаменитый путешественник Н. М. Пржевальский в 1881—1887

Улица возникла в первой половине XVIII века, как одна из улиц Переведенской слободы. 20 августа 1739 года присвоено имя Большая Съезжая улица по Съезженскому двору 2-й Адмиралтейской части. Параллельно существовали названия Старая Съезжая улица, Съезжая улица.
С 1773 года появляется название Столярная улица. Оно связано с тем, что на этой и ближайших улицах жили столяры Адмиралтейского ведомства. С начала XIX века существует современное наименование Столярный переулок. С 10 июля 1950 года по 13 января 1998 года переулок именовался улица Пржевальского, в честь Н. М. Пржевальского, русского путешественника и географа, жившего в доме 6 по Столярному переулку в 1881—1887 годах.
Столярный переулок — место действия фантастической повести М. Ю. Лермонтова «Штосс».

## Достопримечательности
- Дом № 5 (дом 19 по Гражданской улице) (1831, архитектор Е. Т. Цолликофер) — «Дом Раскольникова», в котором жил персонаж романа Ф. М. Достоевского «Преступление и наказание» Родион Раскольников.  7830955000
- Дом № 6 — дом, в котором жили путешественник Н. М. Пржевальский (1881—1887) и писатель Г. И. Успенский (1876—1877 и 1879—1880).  781710875450006
- Дом № 10 (дом 16 по Гражданской улице) — доходный дом Н. И. Штерна (1913, архитектор Н. Д. Каценеленбоген) и словолитня Ф. Маркса (1895, архитектор Р. И. Кригер).  7830956000

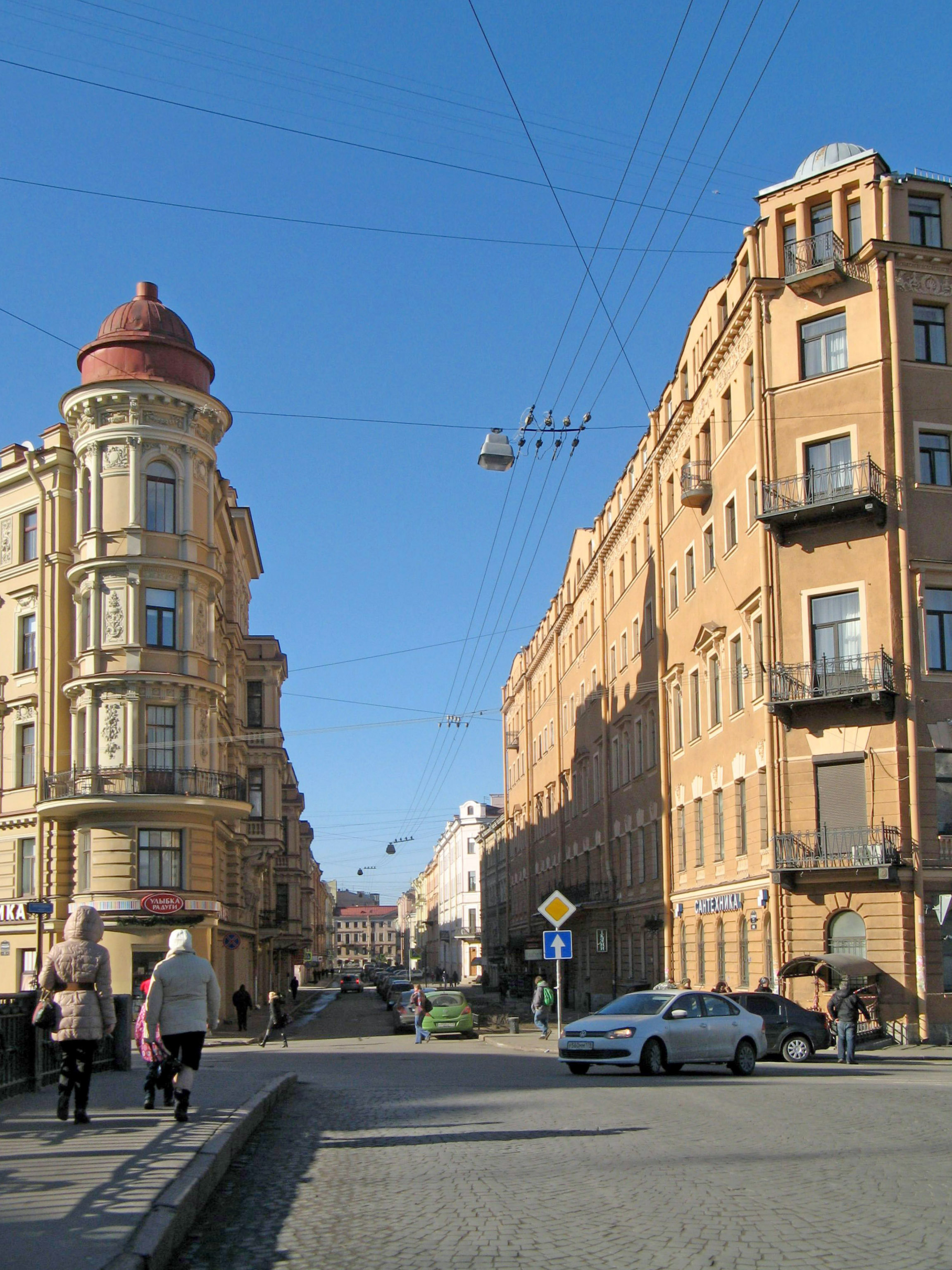
Столярный переулок, вид с Кокушкина моста. Слева дом 13, справа дом 18

- Дом № 11 (дом 9 по Казначейской улице) — дом Бахерахт (Евреинова) (1825, архитекторы Г. И. Косолапов, Х. Х. Бек, Ф. Л. Миллер).  памятник архитектуры (вновь выявленный объект)[2]
- Дом № 12 — дом Грацинского, позже доходный дом Н. И. Штерна (1839, архитектор А. Х. Пель).  7830956002
- Дом № 13 (дом 6 по Казначейской улице и 71 по набережной канала Грибоедова) — доходный дом, построенный архитектором П. Ю. Сюзором в 1886—1888 годах для В. А. Ратькова-Рожнова.  памятник архитектуры (вновь выявленный объект)[2]
- Дом № 14 (дом 7 по Казначейской улице) — доходный дом И. М. Алонкина (1876, архитектор К. А. Кузьмин). В этом доме с 20 августа 1864 года по 20 января 1867 года жил писатель Фёдор Михайлович Достоевский[3].  памятник архитектуры (вновь выявленный объект)[2]
- Дом № 18 (дом 69 по набережной канала Грибоедова) — доходный дом И. Д. Зверкова (И. С. Никитина). Здание было построено в 1827 году для коммерции советника Зверкова, сведения об архитекторе не сохранились. В этом доме в 1829—1831 годах жил писатель Н. В. Гоголь, который упоминает «Дом Зверкова у Кокушкина моста» в повести «Записки сумасшедшего». В 1911 году дом перестроил архитектор Алексей Зазерский для его нового владельца, купца Ивана Семёновича Никитина[4].  памятник архитектуры (вновь выявленный объект)[2]
- Кокушкин мост